# Resolució 41 del Consell de Seguretat de les Nacions Unides
La Resolució 41 del Consell de Seguretat de les Nacions Unides, aprovada el 28 de febrer de 1948, va encomiar a ambdues parts en la Revolució Nacional d'Indonèsia per la recent signatura d'una treva i per intentar complir amb la Resolució 27 del Consell de Seguretat de les Nacions Unides. Va repetir l'oferta de mediació feta a la Resolució 31 del Consell de Seguretat de les Nacions Unides i va demanar al Comitè de Bons Ofics que els mantingués informats sobre el progrés de la solució política a Indonèsia.
La resolució es va aprovar amb set vots; Colòmbia, Síria, la República Socialista Soviètica d'Ucraïna i la Unió Soviètica es van abstenir.